# Áreas protegidas de Burkina Faso

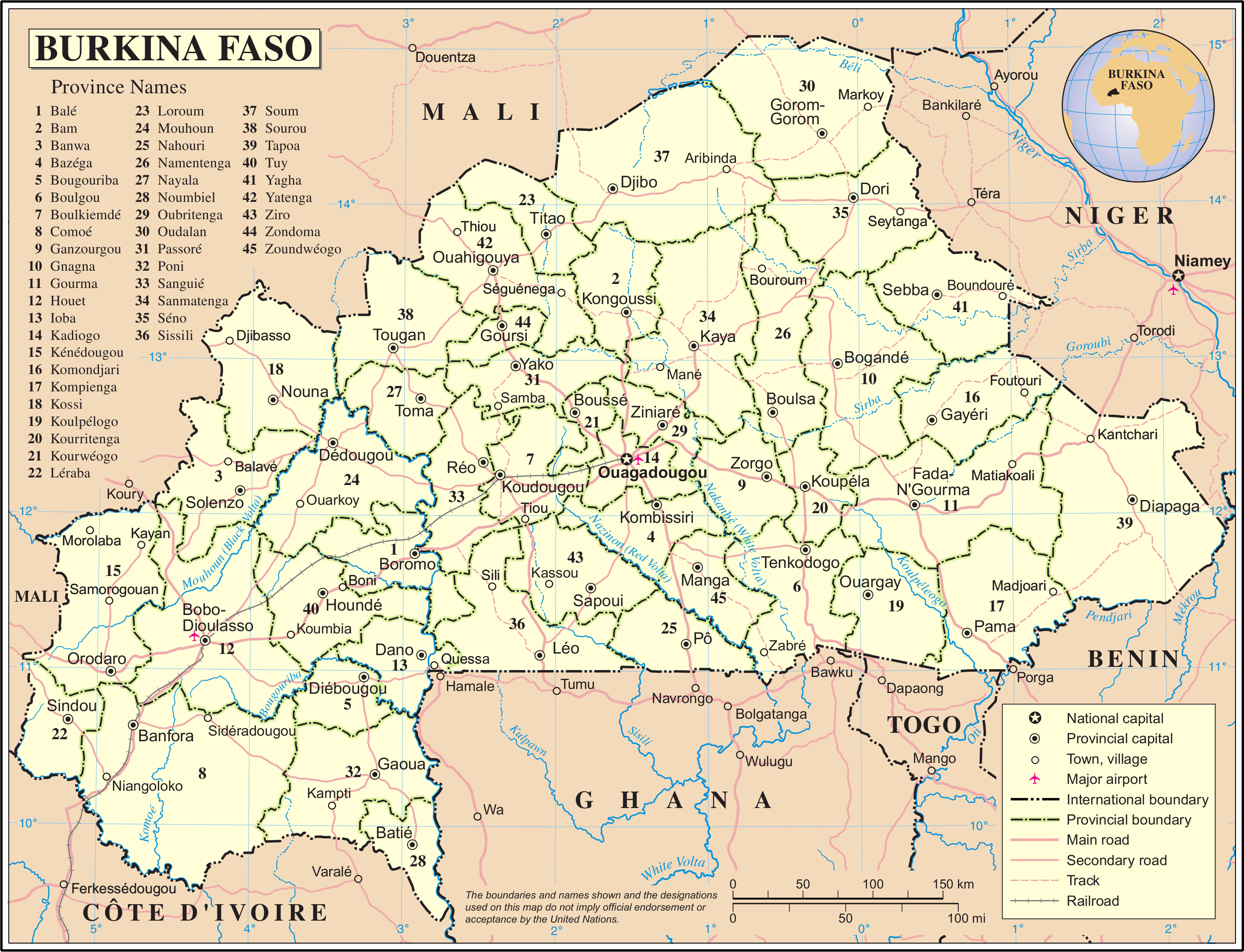
Burkina Faso

Complejo W-Arly Pendjari, en el encuentro del río Níger con el río Mekrou.

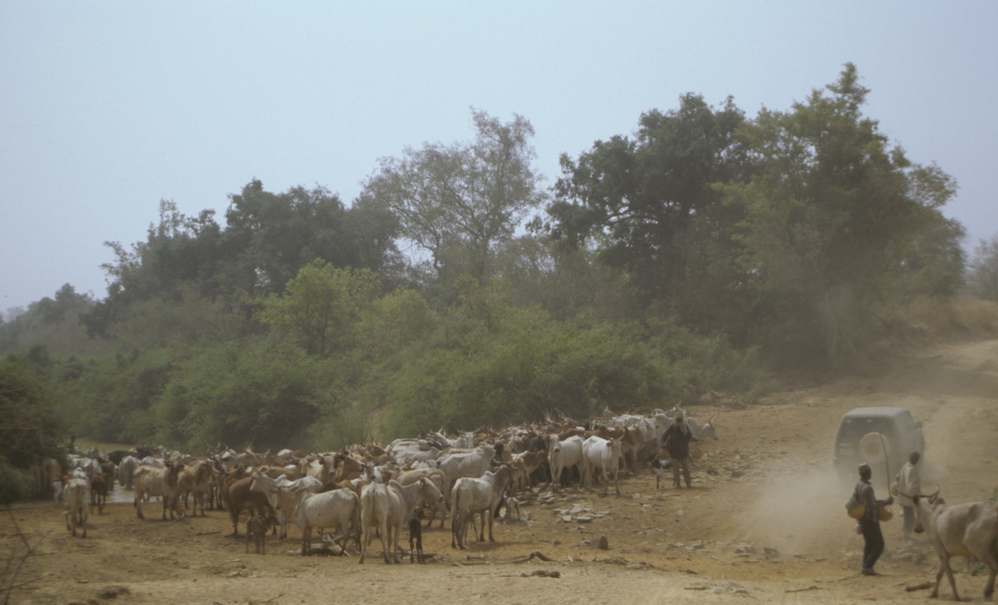
Parque nacional de Arli, en Burkina Faso

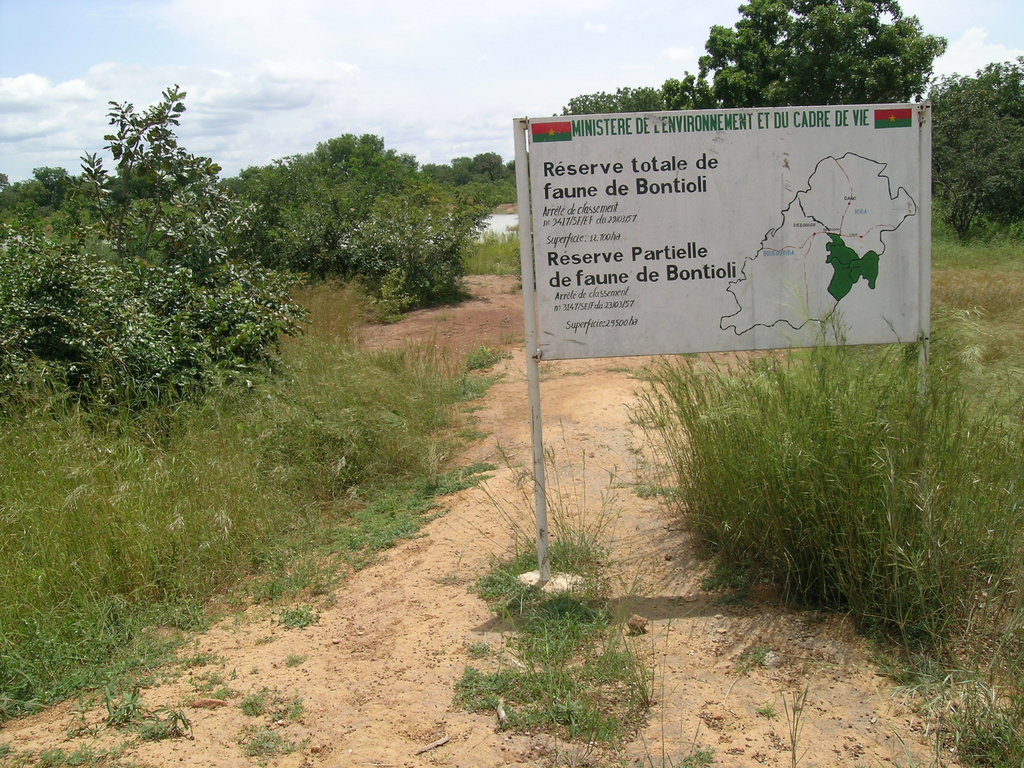
Entrada a la Reserva total de fauna de Bontioli

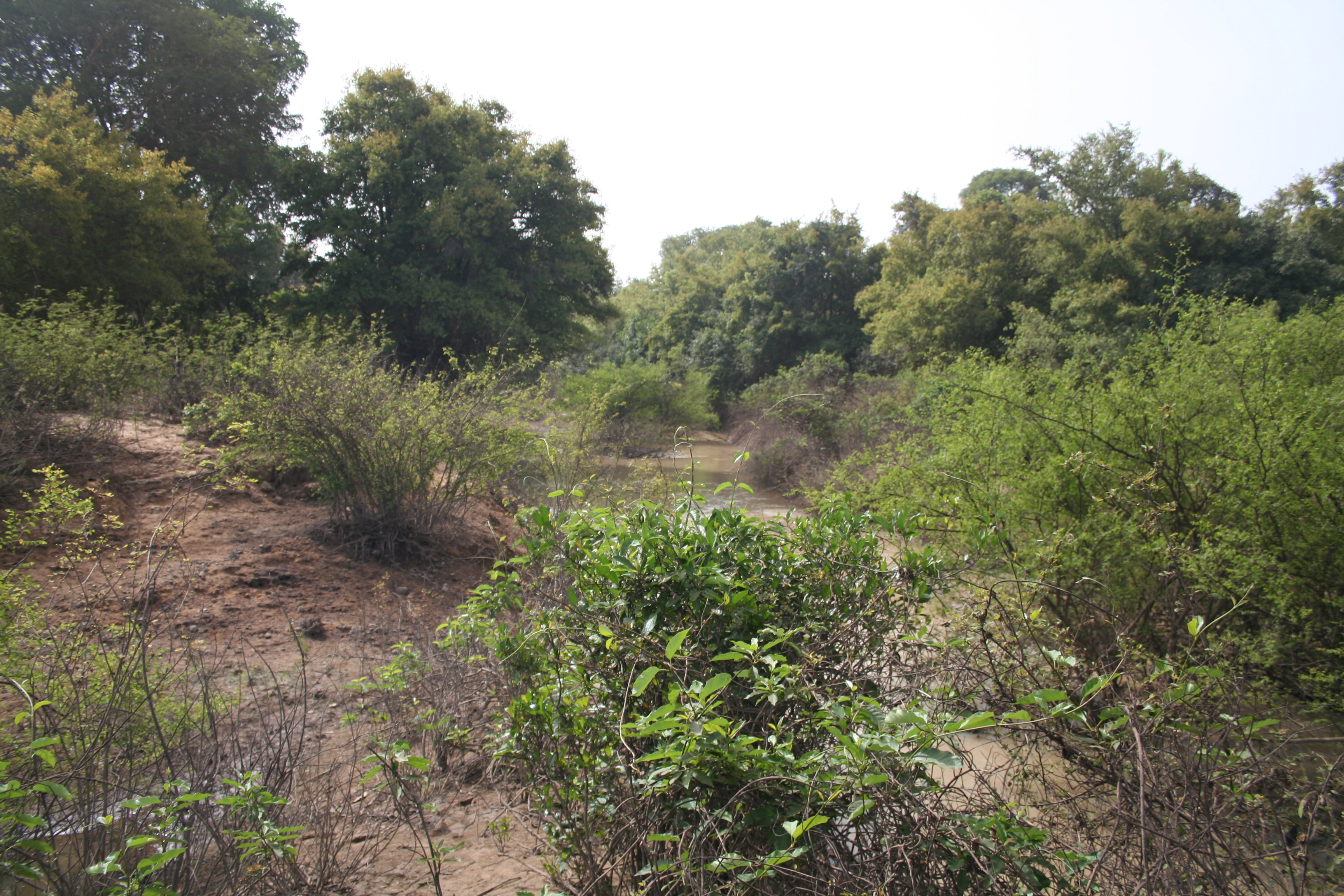
Parque nacional de Kabore Tambi

En Burkina Faso hay 41.158 km² de tierra protegida. Hay 3 parques nacionales, que cubren en conjunto 5.343 km²; 4 reservas de fauna, que cubren 2.977 km², 1 santuario de la naturaleza, de 450 km²; 1 reserva de aves de 192 km² y 60 bosques protegidos, que cubren el resto. Por otro lado, las zonas protegidas con reconocimiento internacional incluyen 2 reservas de la Biosfera de la Unesco, 1 patrimonio de la Humanidad, el Complejo W-Arly Pendjari, y 20 humedales con categoría de sitio Ramsar.
Los cambios más notables observados en Burkina Faso se deben al incremento de zonas cultivadas. En 1975, con una población de 6,1 millones, la sabana era el tipo de paisaje dominante. En 2013, la población alcanza los 13 millones y los paisajes se han alterado notablemente, la sabana se reduce un 39 por ciento, los cultivos aumentan el mismo porcentaje a un ritmo del 4 por ciento anual.

## Parques nacionales
- Parque nacional W de Burkina Faso, 2.350 km², creado en 1954, sitio Ramsar en 1990 y reserva de la biosfera en 2002. Forma parte de un complejo transfronterizo que incluye el Parque nacional W de Benín (5.020 km²) y el Parque nacional W de Níger (2.200 km²). Los tres forman parte de una complejo mucho más grande conocido como Región W o Parque nacional W, por su forma en W siguiendo un meandro del río Níger. Desde 2008 se conoce como W Transborder Park o, en francés, Park regional W. Tuvo su inicio en 1954 con el Parque nacional de W creado en Níger. Actualmente cubre casi 15.000 km². Elefantes, leones, hipopótamos, etc. Es el límite sur de la sabana atigrada, pero lo más destacable son los humedales, ya que es sitio Ramsar desde 2005, y forma parte de una zona mucho más grande que se extiende hacia el sudoeste, la Reserva Transfronteriza de la biosfera de W-Arly-Pendjari.

- Parque nacional de Kaboré Tambi, 2.427 km², se encuentra en el curso del río Nazinon, afluente del Volta Rojo, entre Uagadugú y la frontera con Ghana. Sabana de clima sub-saheliano. Elefantes, antílopes, chacales, hienas, etc.[3]

- Parque nacional de Deux Balés, 566 km², en el centro este, al oeste del río Volta Negro. Llanura granítica ondulada con baobabs gigantes, Anogeissus leiocarpa, Isoberlinia doka y otros árboles de sabana; elefantes, hipopótamos, antílopes, cocodrilos, etc.[4]

- Reserva Integral de Fauna de Arli, 760 km², a menudo llamada Parque nacional de Arli, en el sudeste, tiene continuidad en el Parque nacional de Pendjari, en Benín y forma parte del Complejo W-Arly Pendjari.

## El complejo W-Arly Pendjari
La Reserva Transfronteriza de la biosfera de W-Arly-Pendjari, o Complejo W-Arly Pendjari, patrimonio de la Humanidad de la Unesco,, de 14.948,31 km² y 12 áreas afectadas, está formada por dos regiones centrales, el Parque nacional W, al nordeste, y la Reserva Integral de Fauna de Arli y el Parque nacional de Pendjari, al sudoeste. A esto se añaden 16 reservas, reservas parciales y zonas de caza que le dan un total de 32.250 km² entre los tres países, de los que 17.150 km² son un mosaico continuo de 9 áreas si a los parques se añaden las zonas de caza de Koakrana y Kourtiagou, en Burkina Faso, y Konkombri y Mékrou, en Benín. Toda la reserva está amenazada por el crecimiento de la población y el desarrollo de la agricultura.

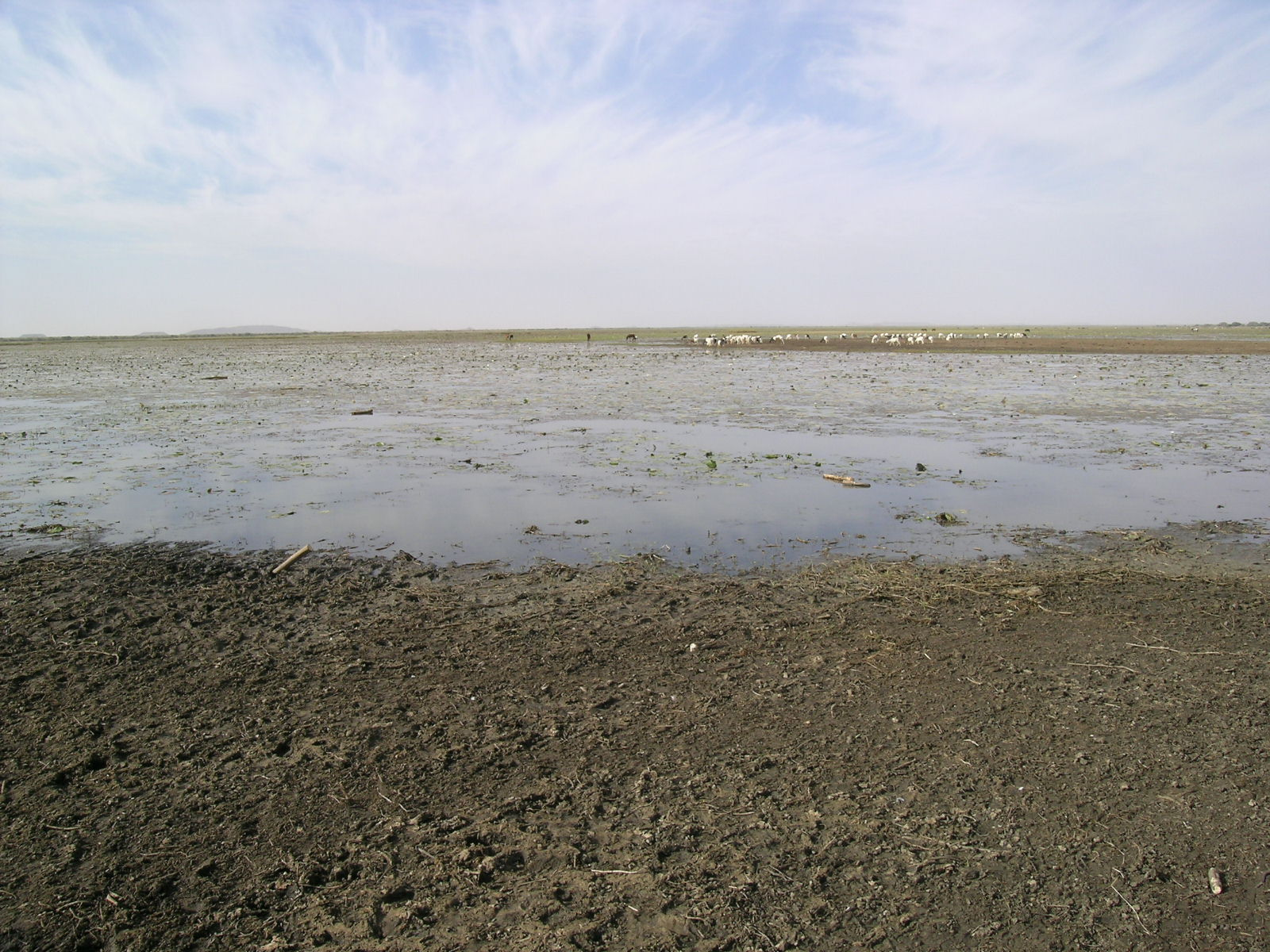
Santuario de aves Mare d'Oursi, al norte de Burkina Faso

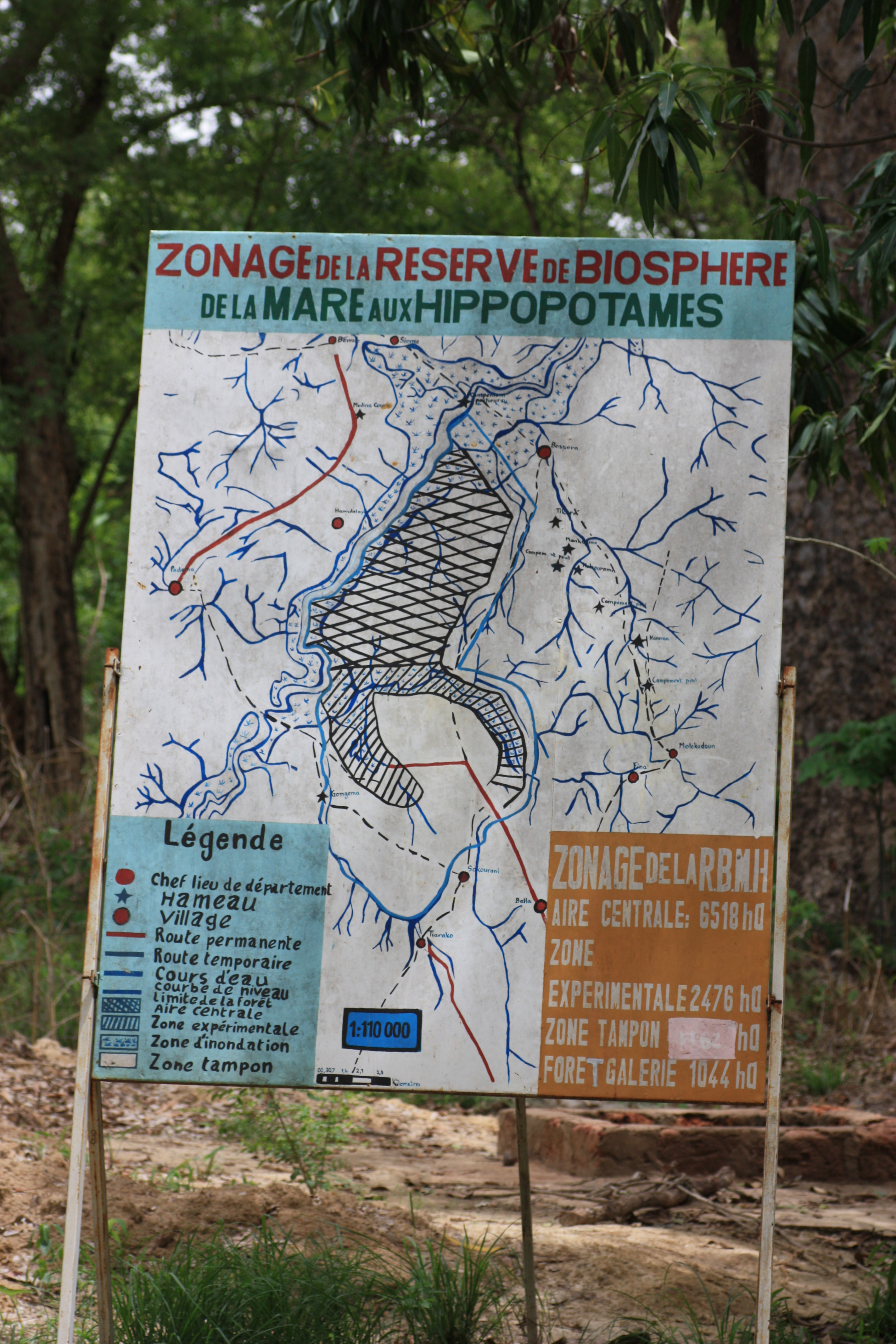
Entrada a la laguna de los Hipopótamos, la Mare aux Hippopotames.

## Santuarios de aves y sitios Ramsar
- Santuario de aves Mare d'Oursi, 450 km², es una zona protegida en el norte de Burkina Faso en torno al estanque de Oursi, junto a la localidad del mismo nombre. Mare d'Oursi está considerado sitio Ramsar.

El African Bird Club reconoce diez zonas de importancia en cuanto a la avifauna en Burkina Faso: río Béli; lago Oursi—lago Darkoye; lago Sourou; bosque de Uagadugú; Mare aux Hippopotames; complejo Kaboré Tambi—Nazinga—Sissili; lago Kompienga; complejo Arli-W-Singou; colina de Bérégadougou y bosque de Diéfoula-Logoniégué. Por su parte, la Convención Ramsar considera sitios Ramsar, además de los parques nacionales ya mencionados, los lagos Bam, Dem, Tingrela e Higa, los embalses de Bagre, Tougouri y Kompienga, el bosque y la reserva parcial de fauna de Comoé-Léraba, el corredor forestal del anillo de Mouhoun, el bosque de galería de Léra y la zona de confluencia Mouhoun-Sourou.

## La Mare aux Hippopotames
- Laguna de los hipopótamos, 192 km². Si se incluye el bosque circundante, tenemos la Reserva de la biosfera del bosque catalogado de la laguna de los Hipopótamos, de 1.860 km². Al oeste del país, al norte de Bobo Diulaso.

## Bosques protegidos

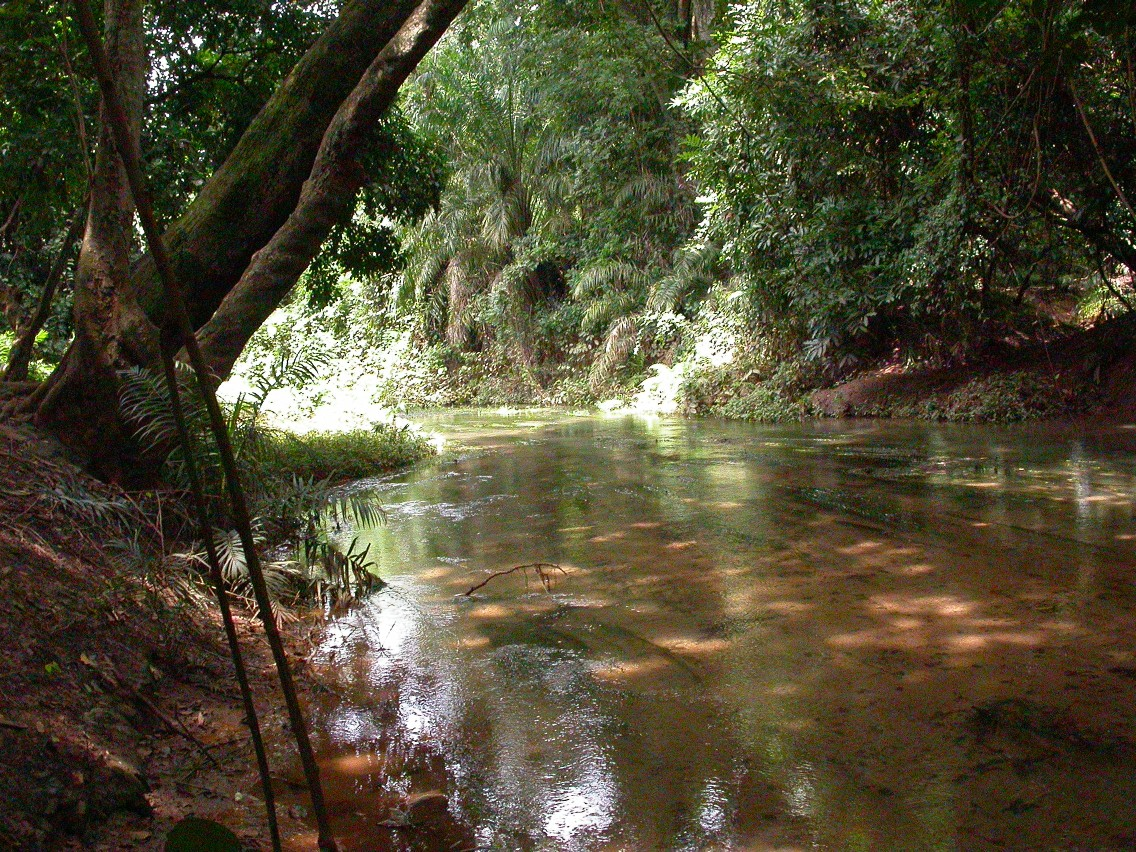
Forêt classée de la Kou

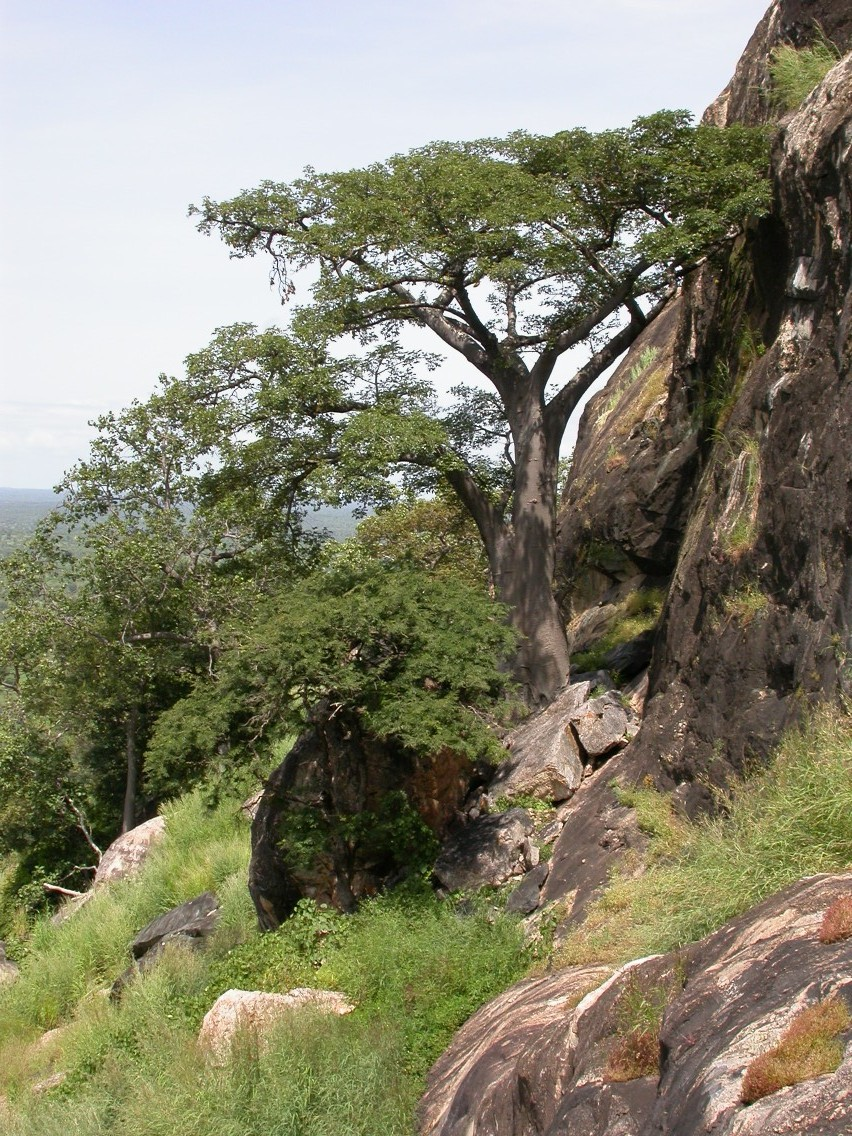
Forêt classée du Pic de Nahouri

- Bosque de Boulon,  provincia de Comoé (Región Cascades)
- Bosque de Deux Balés,  provincia de Balé (Bucle del Mouhoun), ver  Parque nacional de Deux Balés
- Bosque de Dibon,  provincia de Tuy
- Bosque de Dida, provincia de Comoé (Región Cascades)
- Bosque de Diéfoula,  provincia de Comoé (Región Cascades)
- Bosque protegido de Babolo (Provincia de Comoé, 5.5 km²)
- Bosque protegido de Bahon (Provincia de Houet, 16 km²)
- Bosque protegido de Bambou (Provincia de Houet, 18 km²)
- Bosque protegido de Bansié (Provincia de Houet, 3 km²)
- Bosque protegido del embalse de Uagadugú (Provincia de Kadiogo, 2.6 km²)
- Bosque protegido de Bérégadougou (Provincia de Comoé, 50 km²)
- Bosque protegido de Bissiga (Provincia de Oubritenga, 41 km²)
- Bosque protegido de Bonou (Provincia de Mouhoun, 17 km²)
- Bosque protegido de Bontioli (Provincia de Bougouriba, 295 km²)
- Bosque protegido de Bougouriba (Provincia de Bougouriba, 85 km²)
- Bosque protegido de Bounouna (Provincia de Comoé, 13 km²)
- Bosque protegido de Dan (Provincia de Houet, 43 km²)
- Bosque protegido de Dem (Provincia de Sanmatenga, 3.5 km²)
- Bosque protegido de Dindéresso (Provincia de Houet, 85 km²)
- Bosque protegido de Gonsé (Provincia de Oubritenga, 60 km²)
- Bosque protegido de Gouandougou (Provincia de Comoé, 95 km²)
- Bosque protegido de Kalio (Provincia de Sanguié, 120 km²)
- Bosque protegido de Kapo (Provincia de Houet, 99 km²)
- Bosque protegido de Kari (Provincia de Mouhoun, 130 km²)
- Bosque protegido de Koa (Provincia de Houet, 3.5 km²)
- Bosque protegido de Kongoko (Provincia de Comoé, 270 km²)
- Bosque protegido de la Kou (Provincia de Houet, 1.17 km²)
- Bosque protegido de Koulbi (Provincia de Poni, 400 km²)
- Bosque protegido de Koulima (Provincia de Houet, 21.5 km²)
- Bosque protegidodu Mare aux Hippopotames (Provincia de Houet, 19 2 km²)
- Bosque protegido de Maro (Provincia de Houet, 500 km²)
- Bosque protegido de Nabéré (Provincia de Bougouriba, 365 km²)
- Bosque protegido de Nakambé (Provincia de Oubritenga, 980 km²)
- Bosque protegido de Nasébou (Provincia de Mouhoun, 140 km²)
- Bosque protegido de Nazinga (Provincia de Nahouri, 383 km²)
- Bosque protegido de Niangoloko (Provincia de Comoé, 66.54 km²)
- Bosque protegido de Niouma (Provincia de Passoré, 7.35 km²)
- Bosque protegido de Ouilingoré (Provincia de Boulgou, 68.5 km²)
- Bosque protegido de Ouoro (Provincia de Mouhoun, 140 km²)
- Bosque protegido de Péni (Provincia de Houet, 12 km²)
- Bosque protegido del Pico de Nahouri (Provincia de Nahouri, 8.36 km²)
- Bosque protegido de Sâ (Provincia de Mouhoun, 54 km²)
- Bosque protegido de la Sissili (Provincia de Sissili, 327 km²)
- Bosque protegido de Sitenga (Provincia de Kouritenga, 8.4 km²)
- Bosque protegido de Sorobouty (Provincia de Mouhoun, 58 km²)
- Bosque protegido de la Source du Mouhoun (Provincia de Comoé, 1 km²)
- Bosque protegido de Sourou (Provincia de Sourou, 140 km²)
- Bosque protegido de Téré (Provincia de Houet, 107 km²)
- Bosque protegido de Tissé (Provincia de Mouhoun, 215 km²)
- Bosque protegido de Toroba (Provincia de Mouhoun, 27 km²)
- Bosque protegido de Tougouri (Provincia de Namentenga, 0.4 km²)
- Bosque protegido de Toumousséni (Provincia de Comoé, 25 km²)
- Bosque protegido de Tuy (Provincia de Mouhoun, 500 km²)
- Bosque protegido de Twéssé (Provincia de Passoré, 4.9 km²)
- Bosque protegido de Wayen (Provincia de Ganzourgou, 120 km²)
- Bosque protegido de Yabo (Provincia de Sanmatenga, 10 km²)
- Bosque protegido de Yakala (Provincia de Boulgou, 16 km²)
- Bosque protegido de Yendéré (Provincia de Comoé, 7 km²)
- Bosque protegido de Ziga (Provincia de Oubritenga, 90 km²)
- Bosque de Laba, provincia de Sanguié (Centro-oeste)
- Bosque de Logoniégué, provincia de Comoé (Región Cascades)
- Bosque de Koflandé,  provincia de Comoé (Región Cascades)
- Bosque de Mou, provincia de Tuy (Región Hauts-Bassins)
- Bosque de Pâ, provincia de Balé (Bucle del Mouhoun)